# Polonia-Express
Polonia-Express ist ein deutscher Spielfilm aus dem DEFA-Studio für Spielfilme von Kurt Jung-Alsen aus dem Jahr 1957, nach den Erlebnissen des Arbeiterveteranen Otto Kühne aus dem Jahre 1920.

## Handlung
Im Jahr 1920 verabschiedet sich der Eisenbahner Fritz Marr an einem Schalter des Hauptbahnhofs Erfurt von seiner Freundin Hella Merkel, um mit der Bahn zu einer Gleisbaustelle zu fahren. In der Vergangenheit arbeitete er auch in Erfurt auf dem Bahnhof, wurde aber versetzt, da er dort bei seinen Vorgesetzten nicht gern gesehen war. Regelmäßig passieren Züge den Eisenbahnknotenpunkt in Richtung Osten, um heimlich Waffen zum Kampf gegen den jungen Sowjetstaat zu transportieren, und Fritz Marr mobilisiert die Eisenbahner, durch Kontrollen diese illegalen Lieferungen zu unterbinden. Auch sein zukünftiger Schwiegervater, der SPD-Genosse und Betriebsratsvorsitzende Wilhelm Merkel, gehört zu seinen Kritikern. 
Während der Fahrt streitet sich Fritz Marr mit zwei Fahrgästen und steigt deshalb bereits vor dem Erreichen seines Ziels aus dem Zug und im Dienstabteil des Zugführers wieder zu, obwohl das eigentlich verboten ist. Von dem erfährt er, dass die am Ende des Zuges angekuppelten Waggons nicht auf Waffen kontrolliert wurden. In voller Fahrt klettert nun Fritz Marr zu diesen hinüber und öffnet einen von ihnen. Hier entdeckt er in den bereits durch festgelaufene Bremsen brennenden Kisten Waffen und Munition und kann kurz vor der Explosion gerade noch vom Zug springen. Der im Zug mitfahrende Sonderbeauftragte der Reichsregierung Althoff befiehlt dem zuständigen Polizeihauptmann die Absperrung des Unfallgebietes, so dass kein Unbefugter dem Zug näherkommen kann, ferner hat dieser jegliche Untersuchungen des Unglücks zu unterlassen. Dafür übt man sich in Vertuschung und erzählt etwas von einem Unfall mit Chemikalien.
Fritz Marr fährt mit einem Auto als Anhalter zurück nach Erfurt, während seine Freundin ihn auf dem eingerichteten Verbandsplatz am verunglückten Zug sucht. Hier erfährt sie von einem Eisenbahner, dass Fritz bereits vorher ausgestiegen ist. Bei der Reichsbahn in Erfurt werden die Eisenbahner inzwischen zusammengerufen und von Fritz Marr über die tatsächliche Ursache des Unglücks informiert. Da aber seine Freundin nach ihrer Information behauptet, dass er bereits eine Station vorher ausgestiegen ist, wird er nun als Lügner bezeichnet. Wilhelm Merkel glaubt zu wissen, dass das alles nur eine Wahlpropaganda der Kommunisten ist. Der zum schwer verletzten Zugführer des verunglückten Zuges geschickte Eisenbahner Schwerte kann von diesem –  kurz vor seinem Tod – nur noch erfahren, dass er selbst Fritz Marr in den betroffenen Wagen geschickt hat. 
Während einer Besprechung zwischen dem Bahndirektor Ralow und dem Sonderbeauftragten Althoff kommt zur Sprache, dass am gleichen Abend der Polonia-Express zu einem technischen Halt in Erfurt eintreffen soll, an dem zwei Waggons mit Waffen und Munition angehängt sein sollen. Es muss auf jeden Fall vermieden werden, dass diese kontrolliert werden. Direktor Ralow hat nun ein Problem, da er von Wilhelm Merkel erfährt, dass die Arbeiter beschlossen haben, die Waffenkontrollen ab sofort wieder durchzuführen. Der Versuch, den Zug umzuleiten, gelingt nicht, da es ein französischer Militärzug ist und die Franzosen dem nicht zustimmen. 
Um doch noch eine Kontrolle zu verhindern, plant Althoff einen Mordanschlag auf deren Organisator Maas, den Hella, der gerade noch rechtzeitig die Augen geöffnet werden, mit der Hilfe befreundeter Arbeiter verhindern kann. Zusammen ziehen sie zum Bahnhof, um den Polonia-Express zu kontrollieren. Sogar die herbeigerufene Wachmannschaft aus französischen Soldaten stellt sich schließlich auf die Seite der Arbeiter, nachdem diese begonnen haben, die Marseillaise zu singen. Auf diese Art tragen die Erfurter Eisenbahner einen Sieg davon.

## Produktion und Veröffentlichung
Polonia-Express wurde unter den Arbeitstiteln Rote Funken und Poloniazug als Schwarzweißfilm gedreht und hatte seine Doppelpremiere am 7. November 1957 als Beitrag zum 40. Jahrestag der Oktoberrevolution im Erfurter Palasttheater und im Berliner Filmtheater Colosseum.
Im Fernsehen wurde der Film zum ersten Mal am 1. Januar 1958 im Programm des Deutschen Fernsehfunks ausgestrahlt.
Die Dramaturgie lag in den Händen von Wolfgang Ebeling, und für das Szenarium war Frank Beyer verantwortlich. 

## Kritik
Das Lexikon des internationalen Films schreibt, dass bei dem nach den authentischen Erlebnissen eines Erfurter Arbeiterveteranen publikumswirksam und spannend inszenierten Film die ideologischen Motive vergleichsweise unaufdringlich bleiben.